# Roodvleugelprinia
De roodvleugelprinia (Prinia erythroptera synoniem: Heliolais erythropterus) is een zangvogel uit de familie Cisticolidae.

## Verspreiding en leefgebied
Deze soort komt voor in Afrika en telt telt vier ondersoorten:
- P. e. erythroptera: van Senegal tot noordelijk Kameroen.
- P. e. jodoptera: van centraal Kameroen tot zuidelijk Soedan en noordwestelijk Oeganda.
- P. e. major: Ethiopië.
- P. e. rhodoptera: van Kenia tot oostelijk Zimbabwe en Mozambique.

## Status
De grootte van de populatie is niet gekwantificeerd maar de soort wordt omschreven als plaatselijk en schaars. Op de Rode lijst van de IUCN heeft deze soort de status niet bedreigd.